# 侏儒の言葉
『侏儒の言葉』（しゅじゅのことば）は、芥川龍之介の随筆・警句集。大正12年（1923年）から、芥川自殺の年である昭和2年（1927年）にかけて書かれた。また、文藝春秋社の雑誌に、1923年1月号から1925年11月号にかけて連載された。なお、1939年（昭和14年）に軍人を侮辱しているという理由で次版改訂の処分を受けている。
題名の「侏儒」とは体の小さい人、また知識のない人の蔑称。また俳優の異称でもある。

## 内容
「『侏儒の言葉』は必ずしもわたしの思想を伝えるものではない。唯わたしの思想の変化を時々窺わせるのに過ぎぬものである。一本の草よりも一すじの蔓草、――しかもその蔓草は幾すじも蔓を伸ばしているかも知れない。」
という「侏儒の言葉の序」に始まり、
「眠りは死よりも愉快である。少くとも容易には違いあるまい。（昭和改元の第二日）」
という「或夜の感想」で終わる。
例えば、「危険思想」の
「危険思想とは常識を実行に移さうとする思想である。」
や「ユウトピア」の
「完全なるユウトピアの生れない所以は大体下の通りである。――人間性そのものを変えないとすれば、完全なるユウトピアの生まれる筈はない。人間性そのものを変えるとすれば、完全なるユウトピアと思ったものもたちまちまた不完全に感ぜられてしまう。」
などのように短い文句（長い文章もある）が節としてまとまった形式を取っている。
芥川の晩年の作品として有名。月刊誌『文藝春秋』に1923年（大正12年）1月から毎月のように巻頭を飾った（「作家」まで）。「弁護」以下「或夜の感想」までは、遺稿として同誌の1927年（昭和2年）9月号に掲載された。アンブローズ・ビアスの「悪魔の辞典」に影響を受けた作品とされる。ちなみにビアスを最初に日本に紹介したのは芥川だった。またアナトール・フランスの「エピクロスの園」を土台に作られた作品とされる。